# La Boqueria

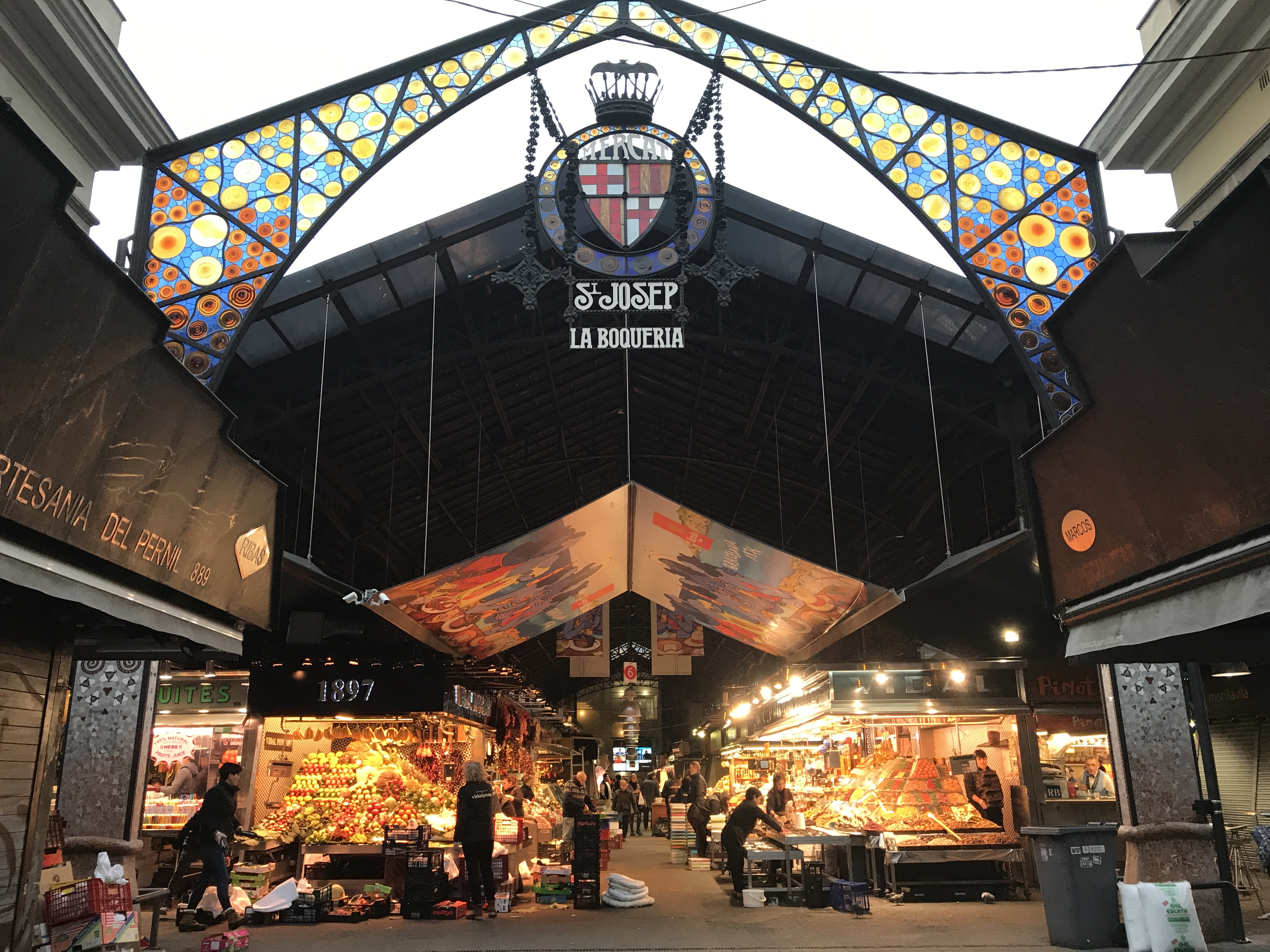
Ingresso al mercato coperto de La Boqueria

La Boqueria o Bocadilleria (in catalano Mercat de la Boqueria o mercat de Sant Josep) è un mercato di Barcellona.
La Boqueria è il mercato più famoso di Spagna e uno dei più grandi della Catalogna con i suoi 2.583 metri quadrati e con più di 300 bancarelle.

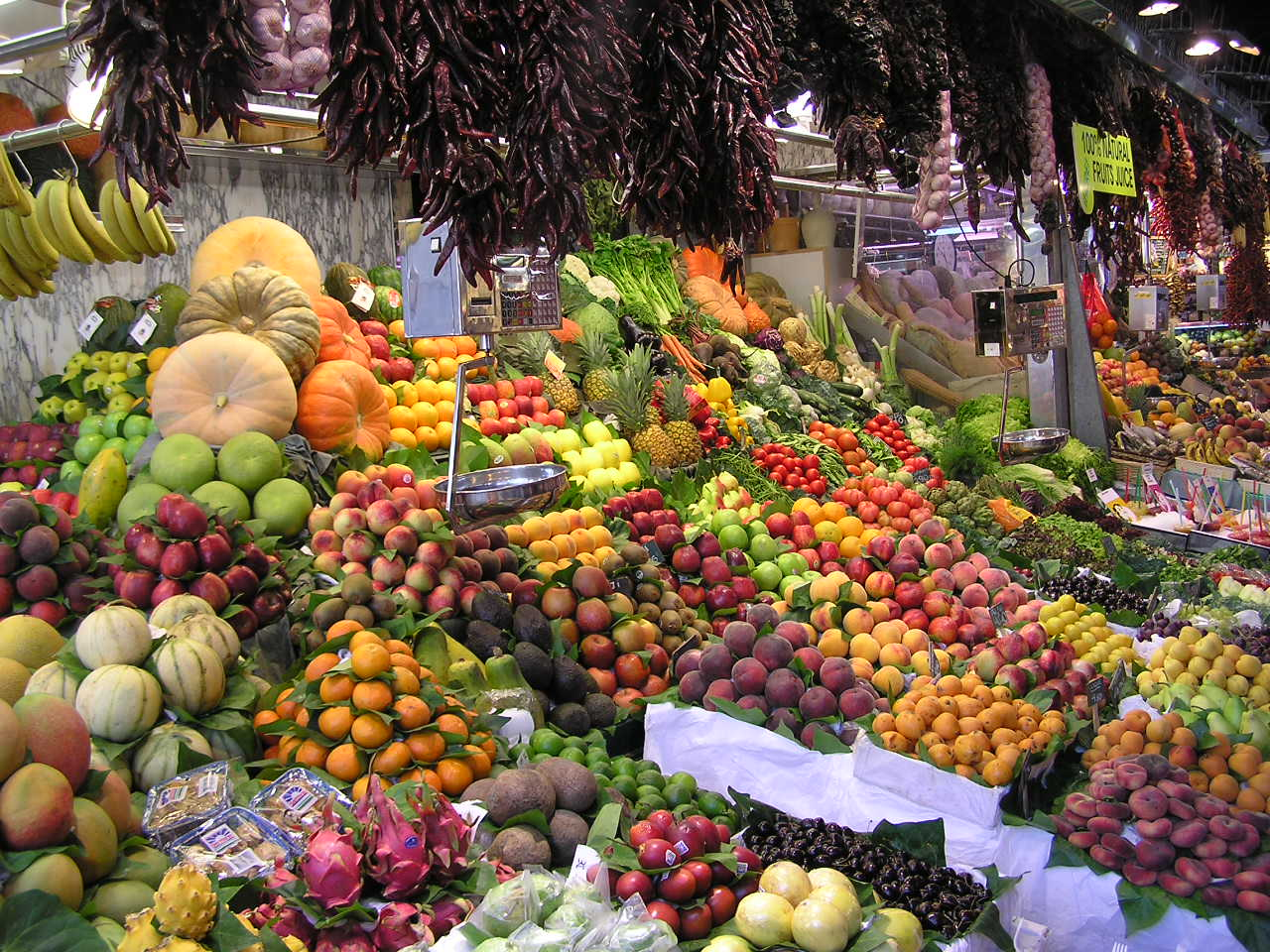
Frutta e verdura in vendita a La Boquería

## Storia
È anche uno fra i mercati più antichi di Spagna: nato agli inizi del XVII secolo alle porte della città nella piana del Pla de la Boqueria (che oggi è una piazzetta di fronte all'attuale mercato) per non pagare le tasse sulle merci, fu inaugurato poi, nel 1836, dove si trova tuttora a metà della popolare Rambla, fra il Palazzo della Virreina e il Teatro Liceu.
Dove ora c'è il mercato, una volta c'era il convento di San Josep, dal quale deriva il nome del mercato. Dopo la distruzione del convento, fu costruita una grande piazza con un importante colonnato, e il mercato fu trasferito fra quelle colonne. Era quindi inizialmente un mercato all'aperto fino a che nel 1840 venne coperto. L'attuale copertura metallica fu inaugurata nel 1914 e nel 2000 fu ulteriormente ristrutturata.
Oggi La Boqueria non è solo un mercato dove si possono trovare prodotti altrimenti difficili da reperire, ma anche un'attrazione turistica che attira visitatori da tutto il mondo. Con il passare degli anni sono subentrati commercianti di diversi paesi che offrono prodotti della loro terra.

## Trasporti
- Barcelona Metro - Liceu ( Linea 3).
- Barcelona Bus - Linee 14, 59 e 91.